# G. T. Bynum

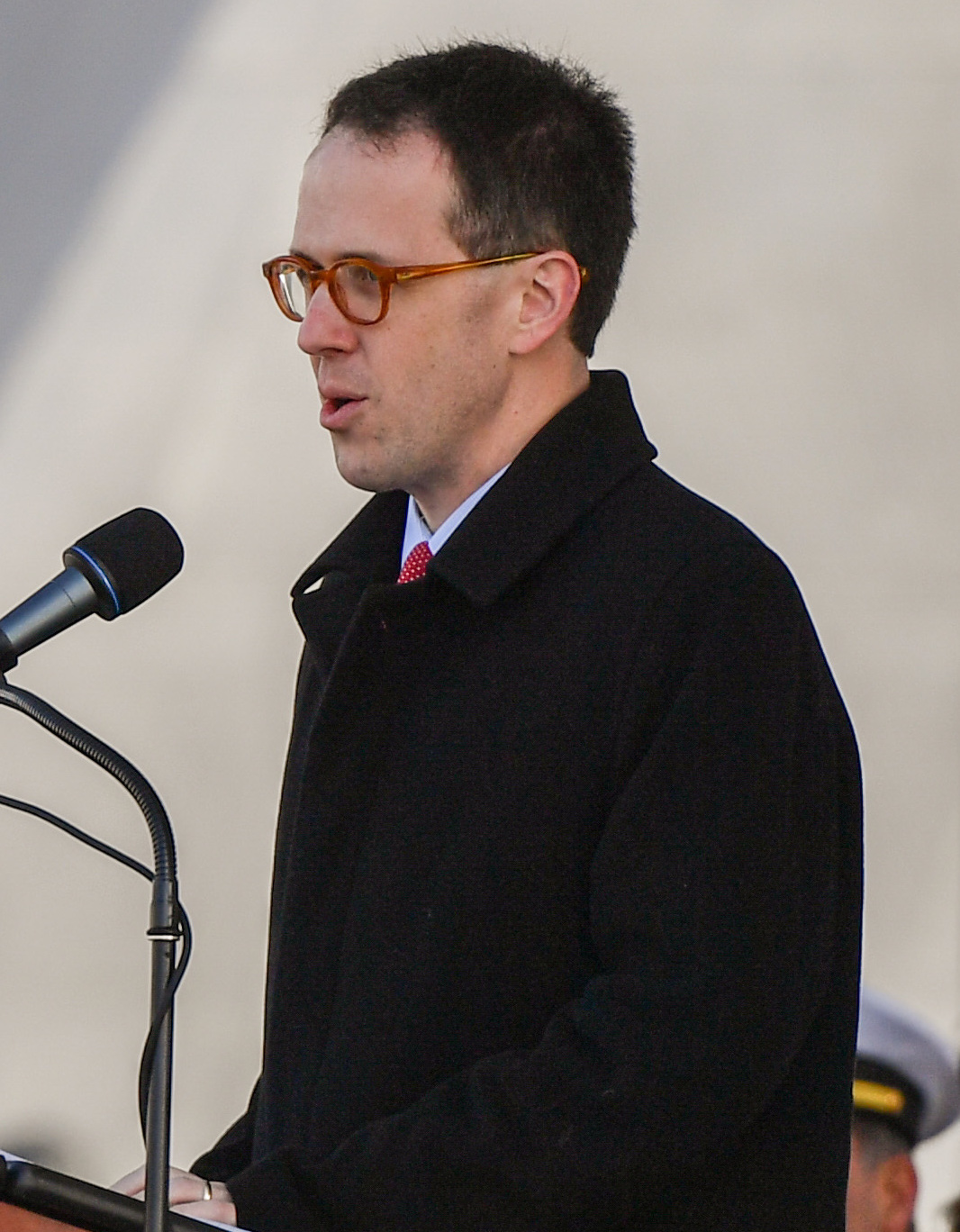
G. T. Bynum (2019)

George Theron Bynum IV (* 28. August 1977 in Tulsa, Oklahoma) ist ein US-amerikanischer Politiker (Republikanische Partei). Er ist seit dem 5. Dezember 2016 der 40. Bürgermeister seiner Heimatstadt. Zuvor war er bereits seit 2008 Mitglied des Stadtrates von Tulsa.

## Leben
G. T. Bynum wuchs in Tulsa auf. Er ist ein Enkel von Robert LaFortune und ein Neffe von Bill LaFortune, die beide ebenfalls Bürgermeister von Tulsa waren. Nach seinem Schulabschluss studierte Bynum an der Villanova University in Pennsylvania, wo er zeitweise Vorsitzender der Studierendenvertretung war. Nach dem Erlangen des Bachelorabschlusses war Bynum zwischen 2000 und 2006 Mitarbeiter der beiden Senatoren Don Nickles und Tom Coburn. Danach kehrte er nach Tulsa zurück und war dort für das Immobilienunternehmen Williams & Williams tätig. Im Zuge von Stellenkürzungen wurde er dort im Jahr 2009 entlassen, im gleichen Jahr gründete Bynum zusammen mit einem Geschäftspartner eine Lobbyistenkanzlei.
2008 wurde G. T. Bynum für den neunten Wahlbezirk in den Stadtrat von Tulsa gewählt. Bei den Stadtratswahlen der Jahre 2010, 2012 und 2014 wurde er jeweils wiedergewählt. Von 2011 bis 2012 war Bynum zudem Stadtratsvorsitzender. Im Jahr 2016 bewarb er sich um das Bürgermeisteramt in Tulsa und schied somit aus dem Stadtrat aus. Bei der Wahl im Juni 2016 setzte Bynum sich gegen den ebenfalls republikanischen Amtsinhaber Dewey F. Bartlett Jr. durch. Zum 5. Dezember 2016 trat Bynum das Bürgermeisteramt an. Mit 39 Jahren bei Amtsantritt ist er der drittjüngste Bürgermeister in der Geschichte Tulsas. Bynum gilt politisch als moderater Republikaner.
Bynum ist verheiratet und hat zwei Kinder.